# Hamza Jelassi
Hamza Jelassi, né le 29 septembre 1991 à Tunis, est un footballeur tunisien. Il évolue au poste de milieu défensif.

## Biographie

### En club
Lors de la saison 2017-2018, il inscrit sept buts en première division tunisienne avec le Club athlétique bizertin.

### En sélection nationale
En décembre 2023, il est retenu dans la liste des 27 joueurs tunisiens sélectionnés par Jalel Kadri pour disputer la coupe d'Afrique des nations 2023.

## Palmarès
- Coupe de Tunisie (2) :
  - Vainqueur en 2019 avec le Club sportif sfaxien et en 2025 avec l'Espérance sportive de Tunis
  - Finaliste en 2015 avec le Stade gabésien
- Championnat de Tunisie (2) :
  - Vainqueur en 2023 avec l'Étoile sportive du Sahel et en 2025 avec l'Espérance sportive de Tunis
- Supercoupe de Tunisie (1) :
  - Vainqueur en 2024 avec l'Espérance sportive de Tunis